# 森田節斎
森田 節斎（もりた せっさい、1811年12月22日〈文化8年11月7日〉 - 1868年9月12日〈慶応4年7月26日〉）は、幕末の医師、思想家、儒学者、教育家。名は益、字は謙蔵。晩年には称は山外節翁、号は五城、愚庵とした。

## 概要
幼少期は、兄と父親が急逝、その後は学問に専念したが、帯が解けても結ぼうとはせず、素足で外を出歩いたりする事が由来で、住民から「森児の三一」とあだ名がついていたが、後に頼山陽も激賞するほどの学才を発揮。また、昌平坂学問所で学んだ際には安井息軒、塩谷宕陰、野田笛浦の儒学者達と知り合うまでになっていた。その後は、自身の弟子や志士たちが次々と投獄されたため、志士たちを糾合して倒幕運動を起こそうとしたが、幕府に疑われ、一度藤江村に身を潜める。しかし、その後は倉敷で私塾「簡塾」を主宰し、多くの志士たちを薫陶したが、幕府の詮索は一層強まるばかりであった。そのため、紀伊国那賀郡に隠棲した。死後、記念碑が建てられ、現在は奈良県の文化財となっている。近代化を目指すために、少なからずの影響を与えたうちの一人である。

## 生涯

### 幼少期

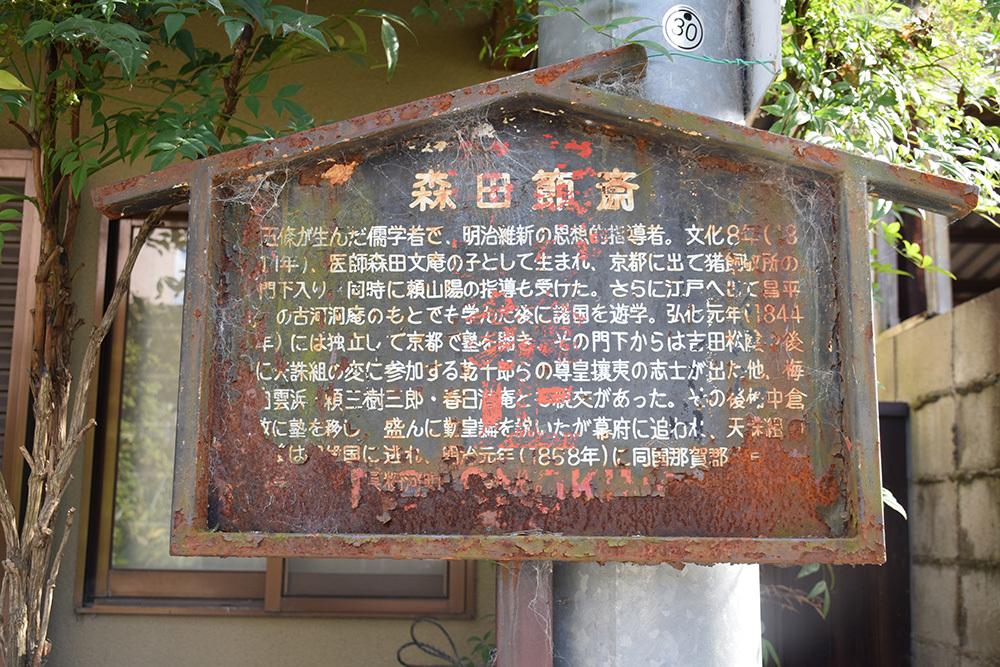
森田節斎宅跡（現在「森田節斎宅跡」と言う名で、奈良県の文化財として残されている。）

1811年（文化8年）に大和国（現奈良県）の五条辰巳町の医者・森田文庵の三男として生まれる。兄が二人おり、後妻が入り、弟二人が生まれた。しかし長男が早く死去、その後は四人兄弟として育てられた。11歳のころに疫痢により父親が死去、その後は母親の専念で学問を学ばせた。その後、母親（森田千代）は五条代官所から褒賞された。四人とも学問に専念し、節斎を除く三人は皆慧敏であったが、節斎は、帯が解けても結ぼうとはせず、素足で外を出歩いたり、友人と遊ぼうともしなかったことが由来し、住民からは「森児の三一」と呼ばれていた。森児とは森田家の子供と言う意味で三一の三は、節斎を除く三人の子供、一は節斎の意味である。その後、医術のためには兄と共に猪飼敬所のもとで学び、やがて頼山陽のもとで学ぶようになった。その後は頼山陽を尊敬しながら頼山陽の塾に通い、頼山陽も激賞するほどの才能を発揮した。その後は江戸に入り昌平坂学問所へ行く。古賀侗庵から学んだとされている。また、3年後には多くの学業に進んだ。哲学者である安井息軒や儒学者である塩谷宕陰、漢学者である野田笛浦と交わった。

### 学問
1833年（天保4年）父の13回忌のため昌平坂学問所を去って帰郷。1837年（天保8年）に母親が死去。1844年（弘化元年）京都に出て弟子を取り学問を開いた。このころから、激しい文才から「弁難攻撃余力を残さず」とも言われていた。また、幕末に行われた尊皇攘夷論の総帥的な地位を務め。その弁論から、「言簡なりと雖も、辛刻骨を貫き、諷刺腸をえぐる」と評られるなど、「言論、文章とも一世を震い、名声海内に鳴る」などとの記録も残っている。また、節斎と関わった幕末の志士には梅田雲浜、頼三樹三郎、宮部鼎蔵がいる。また、門下生には、吉田松陰、那珂通高、乾十郎、久坂玄瑞、安元杜預蔵、原田亀太郎、万才庄助らがいた。しかし、門下生である松陰が自首。そのため獄中にいた松陰だが、しばしば詩などを送っていた。
その後、勤王の志士が相次いで投獄されるため、梅田雲浜、春日潜庵と協力し、幕府を密かに騙し、投獄された志士を次々と集めた。十津川郷士と連絡しながら、倒幕運動を起こそうとしていた。しかし、幕府にこのことが疑われ、身の危険が迫ったため、一度、備後国藤江村に身を潜める。藤江村に身を潜めること数年、1860年（万延元年）に姫路藩に招かれ、しばらくして備中広島某などにも招かれた。その後は倉敷で私塾を創立し、学問を講じた。門下生は約270人に至り、倉敷地方では尊皇運動の発祥の地にもなった。

### 晩年
1867年（慶応3年）には、幕府の捜索がますます高まってきたため、また、弟子達を故郷へ帰らせるが、幕府の捜索が高まるばかりであった。そのため、紀伊国那賀郡に隠れた。1868年（慶応4年）に痢病を患い、病没。戒名は「竹奧院山外節斎居士」。現在、森田節斎の記念碑が、節斎の故郷に祀られている。県の文化財でもある。死後の1908年（明治41年）贈従四位が贈られた。

## 関係者

### 師
- 森田文庵、猪飼敬所、頼山陽、古賀侗庵

### 儒学者
- 安井息軒、塩谷宕陰、野田笛浦

### 志士
- 梅田雲浜、頼三樹三郎、宮部鼎蔵

### 弟子
- 吉田松陰、那珂通高、乾十郎、久坂玄瑞、安元杜預蔵、原田亀太郎、万才庄助、馬杉雲外、柴原和

### 子
- 森田司馬太郎、森田阿孟

## 経歴
- 1811年（文化8年）11月7日、大和国の五条鳥居町に森田家の三男として生まれる[2][1]。しかし、長男が早く死去。四人兄弟として育てられる。父親の影響で、医術などを学んだ。
- 1821年（文政4年）父・森田文庵が死去。
- 1826年（文政9年）母親が学問に専念。母親の影響で学問に入る。
- 1827年（文政10年） - 1829年（文政12年）兄と医学を学ぶために、京都に出て、猪飼敬所や頼山陽の塾で学ぶ。
- 1829年（文政12年）江戸に出て、昌平坂学問所で学ぶ。安井息軒、塩谷宕陰、野田笛浦と知り合う。
- 1833年（天保4年）父の13回忌のため帰郷[2]。備中国長尾村の移山亭に寓する[4]。
- 1837年（天保8年）母親の重病により帰郷[4]、4月12日に母が死去[5]。その後、紀伊国切畑、伊予国西条に滞在し、近藤篤山のもとを訪れる[4]。
- 1840年（天保11年）讃岐国琴平の日柳燕石のもとを訪ね、その後備中国上成の小野竹外の宅に3年間寓する[4]。
- 1844年（天保15年）京都に出て三条高倉・丸屋町に住み、号を「五城」から「節斎」に改める[4]。
- 1845年（弘化2年）江木鰐水の著した「山陽先生行状」を強く論難。その内容を近藤篤山・藤沢東畡・谷三山・村瀬藤城らに送って意見を求めた。また、猪飼敬所の重病を知り、急遽訪ねている[4]。
- 1846年（弘化3年）山城国樫原の門人・小泉仁左衛門の家に寓し、巽遜斎・乾十郎・岡村閑翁・山口薫次郎らが来学した。その後、西岩倉の金蔵寺に寓居した[4]。
- 1848年（嘉永元年） - 1849年（嘉永2年）門人の江帾五郎（那珂通高）と共に大和郡山を訪れ、安元杜預蔵が弟子となる[6]。『桑梓景賢録』を記し、塩谷宕陰や安井息軒に意見を求めた[7]。
- 1850年（嘉永3年）帰郷し、十津川郷士に対して農兵組織のことについて説いた。この頃、梅田雲浜、頼三樹三郎、松本奎堂らと交流して気脈を通じた[7]。
- 1853年（嘉永6年）吉田松陰が節斎のもとを訪れ、共に金剛山を越えて河内国富田林、次いで岸和田藩藩儒の相馬九方のもとを訪ねた[7]。冬に再び入京し、東洞院仏光寺堺屋に滞在[7]。
- 1854年（嘉永7年）大坂で藤沢東畡の元を訪れ、その女弟子・森田無絃と結婚し、共に帰郷[7]。
- 1855年（安政2年）讃岐国で梁川星巌の元を訪れ、その後備中国庭瀬の弟・月瀬の宅に滞在[7]。
- 1856年（安政3年）備後国藤江村の門人・山路機谷宅に寓居[8]。
- 1857年（安政4年）10月10日、長男・司馬太郎誕生[9]。その名前は司馬遷の『史記』の文法を解説する『序賛蠡測（管見）』が成稿したことによる[10]。
- 1860年（万延元年）阪谷朗廬・河野鉄兜の斡旋により、姫路藩藩校の好古堂で講義をする[10]。
- 1861年（文久元年）倉敷に私塾「簡塾」を開き、門下生に対して国内の現状を説いた[10]。長女・阿孟誕生（1863年夭折）[11]。
- 1863年（文久3年）天誅組の変や生野の変が起きた際には、その形勢の推移をみて自らは携わらなかったが、中川宮に上申の書を送っている[12]。
- 1864年（元治元年）塾頭の柴原和が風紀を乱す行為をしたとして破門したが、他の門下生の説得により復塾を許す。しかし妻の無絃が塾の気風を乱すとして反対し、この影響により離縁した[13]。
- 1865年（慶応元年）倉敷を去って帰郷[12]。
- 1868年（慶応4年）紀伊国那賀郡荒見村に赴き、3月下旬に旧友の春日潜庵の元を訪れる。春日の取りなしにより無絃と復縁した[14]。その後痢病を患い、7月26日に同地で死去[14][15]。
- 1908年（明治41年）11月13日、特旨をもって従四位を贈られた[16]。

## 人物
節斎は、父親譲りで、貧しい人々からは決して医療費をとらなかったと言われる。
妻の森田無絃は、幼児期に天然痘を患い、顔にあばたが残った。そのため結婚を諦め、藤沢東畡の元で学問を納めていた。東畡の勧めにより節斎と結婚した。
倒幕運動では、近代化を目指した明治維新に少なからずの影響も与えた人物である。

## 発言
- 才能とは天が人間に貸しているものだ
- 人間は磨いてもって人の世のために使うべきだ

## 墓所

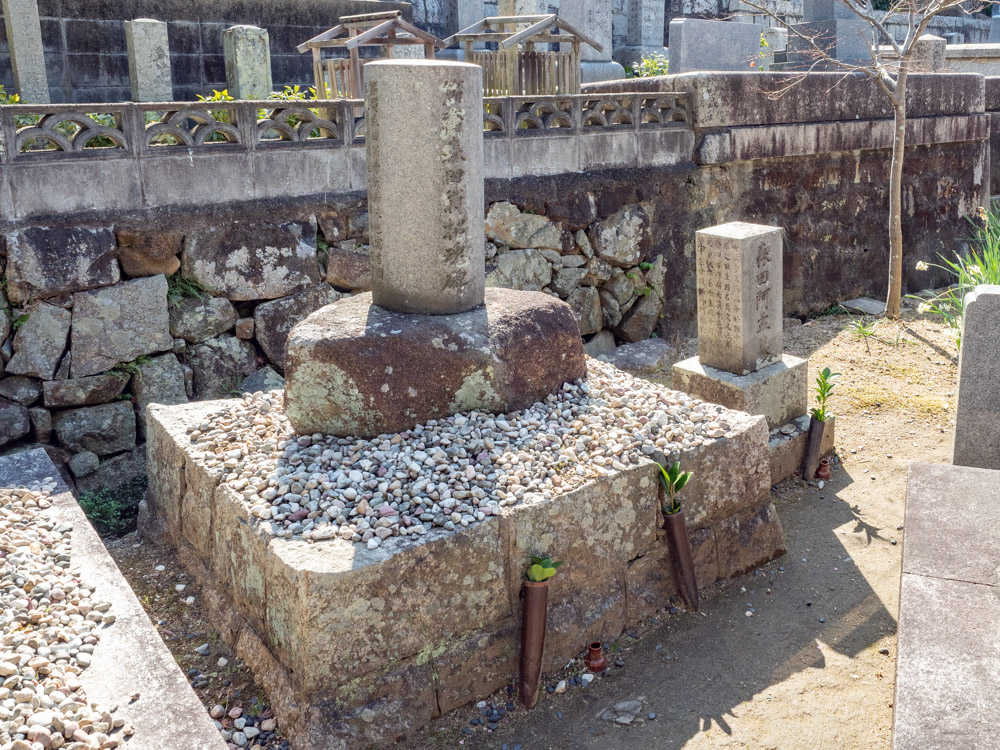
森田節斎墓（左）森田阿孟墓（右）

節斎の父である森田文庵の墓には、吉田松陰の名が刻まれている。また、ゆかりの地でもある。
簡塾のあった倉敷市の教善寺には、娘である森田阿孟の墓があり、節斎の死後に招魂碑が建てられている。